# Business to business
Pour les articles homonymes, voir B2B et BtoB.
 (septembre 2012).
Si vous disposez d'ouvrages ou d'articles de référence ou si vous connaissez des sites web de qualité traitant du thème abordé ici, merci de compléter l'article en donnant les références utiles à sa vérifiabilité et en les liant à la section « Notes et références ».
Les termes business to business, B to B, B2B, BtoB, commerce B to B (prononcés /bi.tou.bi/), commerce entreprise à entreprise ou commerce interentreprise désignent l'ensemble des activités d'une entreprise visant une clientèle d'entreprises, ou l'ensemble d'architectures techniques et logicielles informatiques permettant de mettre en relation des entreprises. On l'appelle aussi parfois « marché professionnel », par opposition au « marché grand public ».

## Définition et caractéristiques
Le marketing B to B représente l’ensemble des relations commerciales entre les entreprises et les professionnels (entreprises, administrations, artisans, professions libérales, associations…). On l’appelle aussi « commerce interentreprises ». Le marketing industriel (échange de biens industriels) et le marketing d’affaires (projet, solution, clés en main) sont des sous-ensembles du marketing B to B.
Il est très difficile de connaître à ce jour l’importance des activités en B to B car une même entreprise peut vendre des produits à une autre qui seront destinés au grand public et vendre ces mêmes produits à une entreprise qui elle les distribuera à des professionnels. Selon les statistiques européennes, les échanges interentreprises représenteraient approximativement les deux tiers du total des échanges commerciaux dans les pays de l’union européenne.

### France

#### Définition
Le commerce Interentreprises en France est l'ensemble des 126 000 entreprises allant de la PME aux grands groupes internationaux, qui achètent et/ou vendent des biens à d'autres entreprises en France mais aussi à l'international.
La branche compte à ce jour près d'un million de salariés et recrute plus de 120 000 personnes par an[réf. incomplète]. Elle a réalisé 700 milliards d'euros de chiffre d'affaires en 2007.

#### Représentation
En France, le commerce B to B est représenté par 56 fédérations regroupées au sein d'une même confédération, la CGI (Confédération française du Commerce Interentreprises).
Ces fédérations  représentent l'ensemble du Négoce, commerce de Gros et commerce International dans ses différentes dimensions : 
1. marché intérieur : ce marché concerne les secteurs de biens d'équipement interindustriels, biens de consommation non-alimentaire et alimentaire ;
2. marché international : le marché international représente les sociétés de commerce (SCI) et les sociétés de services d'accompagnement (SAI). En France, les entreprises du commerce international peuvent s'adresser à l'OSCI pour en savoir plus sur leurs droits et bénéficier de conseils.

#### Secteurs
Différents secteurs viennent composer le commerce interentreprises. Ainsi, nous pouvons retrouver les secteurs des biens de consommation alimentaire, non-alimentaire, interindustriels. Chacune des cinquante-six fédérations françaises est destinée à un domaine d'un secteur en particulier. Ainsi, les entreprises vinicoles, les grossistes en fleurs, en fruits et légumes ou les entreprises du surgelé, des métaux ou du textile ont chacun une fédération les représentants, permettant de protéger les intérêts de chacun.
Voir liste complète des Fédérations du Commerce B to B.

### Segmentation
La segmentation du marché B to B se réalise de la même manière que celle du B to C, mais les critères de choix sont différents. Quelques freins peuvent être identifiés, comme le fait que les clients soient très différents les uns des autres et qu’il y ait peu de clients par rapport au marché normal, aussi, c’est une production à caractère technique. Cependant, on note une grande hétérogénéité des clients ce qui signifie que plusieurs découpages sont réalisables, par exemple :
- le nombre de salariés ;
- le niveau de production annuelle ;
- le chiffre d’affaires ;
- la proximité géographique, etc.

Pour que la segmentation soit mise en œuvre un découpage en macro-segmentation (taille, localisation géographique, caractéristiques géographique, fréquence et volume d’achat, degré d’utilisation du produit) puis en micro-segmentation (mode de management, contrainte de l’entreprise (budgétaire), importance de l’achat, critères de choix et bénéfices recherchés, …) sont nécessaires.

### Échange relationnel
Un échange entre deux entreprises dure en moyenne entre 9 et 14 ans. On constate cinq phases dans le processus relationnel entre deux entités, qui sont les suivantes :
- prise de conscience d’une des deux parties et reconnait l’autre comme un partenaire ;
- exploration pour évaluer l’autre afin de pouvoir développer une relation de confiance ;
- l’expansion de la relation entre les deux parties si l’exploration a permis la satisfaction les deux parties vont se concentrer sur cet échange au lieu de rechercher d’autre clients ou fournisseurs ;
- l’engagement et les relations se simplifient avec le temps par rapport aux premiers contacts, en effet les échanges deviennent simplifiés, le fournisseur a des avantages par rapport aux nouveaux, et l’acheteur, lui, bénéficie d’une relation commerciale simple. De plus, si l’acheteur est satisfait de son fournisseur, il ne se relancera pas dans un nouveau processus de recherche de fournisseur et des contrats cadre peuvent alors être mis en place ;
- dissolution lorsqu’une des deux parties ne répond plus aux attentes de l’autre[2].

## Achats

### Décisions d’achat
L’achat a une grande importance au sein de l’entreprise, pour cela les décisions d’achat sont souvent prises collectivement. L’entreprise achète par rapport à ses propres objectifs commerciaux et stratégiques, on y retrouve de la négociation et cela impose parfois des exigences. L’achat est déterminant pour l’entreprise, ainsi celle-ci se doit de donner les moyens de vérifier si l’achat correspond bien à ses attentes. Les acheteurs présents dans le secteur du marketing B to B suivent des procédures qui sont organisées afin de sélectionner des fournisseurs, acheter et payer.

### Processus
On remarque huit différentes étapes dans le processus d’achat en B2B :
- reconnaissance d’un problème ou d’un besoin : en effet, l’entreprise, avant d’acheter, doit détecter un manque ;
- segmentation inter-industriel du commerce international ;
- recherche et évaluation des fournisseurs ;
- analyse des propositions et premières négociations mises en place ;
- choix des fournisseurs ;
- procédure de commande ;
- suivi des résultats.

Tout au long de ce processus d’achat plusieurs personnes interviennent, c’est ce que l’on appelle le centre d’achat. On y retrouve tout d’abord les utilisateurs du produit qui peuvent être aussi les prescripteurs. Les conseillers, qui font partie ou non de l’entreprise mais dont l'avis influence la décision finale. Les décideurs, qui seront soit au niveau de la décision d’achat, soit dans le choix des fournisseurs. Puis, pour finir, les acheteurs, qui sont souvent définis comme les « administratifs de l’achat » ; ils exécutent le choix des décideurs. Ils ont en charge le respect des procédures de sélection des fournisseurs ainsi que l’approvisionnement des stocks afin d’éviter d’éventuelles ruptures de stocks.

### Intérêts des acheteurs dans le marketing
On remarque tout d’abord un attrait de la part des acheteurs pour les technologies. En effet, en B to B, les critères de sélection sont beaucoup plus nombreux et sophistiqués qu’en B to C. De plus il est très fréquent qu’un acheteur demande à son fournisseur un produit sur mesure ou un produit adapté à ses besoins lié à l’intérêt stratégique du produit.

## Marketing-mix des entreprises
L’analyse du marketing-mix est importante dans le B to B, puisqu’il permet de définir les priorités sur lesquelles focaliser l’action.

### Politique de produit
En B to B, il faut savoir que le produit est souvent associé à un ou plusieurs services, en effet, l’offre B to B est un package. Le produit doit aussi satisfaire le client puis le client de l’acheteur. L’objectif étant que le produit fournisse des avantages pour ces-derniers.

### Politique de prix
L’acheteur B to B percevra le prix différemment qu’en B to C. Ici, le prix renvoie à l’impact de l’achat sur la rentabilité que le produit acheté entraînera par la suite. Il peut être difficile de définir une politique tarifaire et plusieurs méthodes existent pour fixer le prix. Il y a les contrats à prix unique où le prix est fixé selon un barème précisant les modalités tarifaires en fonction de différents critères (quantité, lieu de livraison, date de livraison etc.).
Un appel d'offres et des négociations de prix (le plus souvent utilisées) permettent de fixer le prix. Pour ce qui est des modes de paiement, il est fréquent de payer en différé en B to B. De ce fait, il existe un risque d’impayés.

### Politique de communication
Les politiques de communication pour un fournisseur de biens et services industriels sont différentes que celle en B to C, ce qui est logique étant donné que la cible n’est pas la même. La communication B to B apparaît comme étant plus discrète et relationnelle. Il est important en B to B de s’adresser aux bonnes cibles (aux marchés mixtes ou B to B par exemple). Ici, le vendeur joue un rôle très important, tout comme les foires et les salons et le marketing direct.
L’objectif premier est de toucher les cibles qui ont un intérêt, la communication doit donc être plus appuyée et personnelle, de façon à créer un lien réel et durable.
Cette relation doit être entretenue, par des mails, des campagnes de promotion ou également des partenariats lors de salons ou différents évènements. Ces évènements réalisés en partenariat sont très importants pour l’entreprise, ils permettent non seulement d’entretenir la relation avec son partenaire, mais également de rencontrer de nouveaux contacts.
Comme pour la communication B to C, la communication B to B est vitale pour l’entreprise car elle permet de conserver ses relations commerciales existantes, mais également d’en acquérir de nouvelles afin de se développer.

### Politique de distribution
Les producteurs ont le choix entre différents points de vente, tout comme en B to C ; mais ici, le réseau de distribution joue un rôle d’autant plus essentiel, dans le sens où il complète l’offre de l’entreprise. Il est également critique en B to B puisqu’il va influencer les éléments du marketing-mix.
Les entreprises peuvent choisir d’avoir un réseau à faible densité, ou encore de créer un réseau de commercialisation par exemple. Par conséquent, le réseau de distribution peut paraître comme étant une force ; puisqu’elles peuvent en effet, définir leur propre politique de distribution sans subir la pression de grands distributeurs.
En B to B, comme en B to C, il existe plusieurs canaux de distribution, de ce fait, les modes de distribution peuvent aller du plus court, au plus long. Il faut savoir qu’un canal plus court n’est pas nécessairement plus efficace qu’un plus long, qui pourrait être justifié selon certaines nécessités, telles que :
- la couverture géographique ;
- la couverture d’une clientèle fragmentée ;
- le complément d’une offre.

Le nombre d’acteurs intervenant dans le réseau de distribution dépend donc souvent d’une certaine nécessité et logique.
Le canal direct, comme le canal indirect présentent des avantages mais aussi des inconvénients : 
En principe, le canal direct, présente une plus grande cohérence étant donné que les dirigeants et les vendeurs appartiennent à la même entreprise et partagent, en principe, des valeurs communes. Ce canal permet en général à l’entreprise un meilleur contrôle, du fait que le réseau de vente est intégré. Lorsque le canal direct est bien géré, l’entreprise profite d’un marché favorable et récupère la marge de distribution, ce qui est donc avantageux. À l’inverse, elle devra surmonter la charge du canal ainsi que les frais fixes associés. L’information directe du marché est très intéressante pour l’entreprise puisqu’elle permet d’optimiser la stratégie marketing.
Concernant le canal indirect, il faut savoir que le distributeur créé de la valeur. C’est lui qui assure la logistique et l’animation commerciale et il prend également des risques (reprise d’occasions, recouvrement de créances par exemple). Il est important pour le distributeur d’être capable de proposer au mieux les produits correspondant aux attentes de ses clients.
Les canaux multiples permettent de répondre rapidement aux modifications des segments ou bien aux changements d’habitudes d’achats de la part des clients. Par ailleurs, l’utilisation d’un canal multiple devient presque indispensable pour les entreprises souhaitant couvrir des segments B to B ou B to C aux habitudes différentes.

## B to B et Internet

### Au sein des marchés émergents
En 2001, Goldman Sachs a popularisé le concept de BRICS afin d’identifier les cinq pays qui sont considérés par de nombreux économistes comme particulièrement puissants notamment en termes de croissance future. La présence d’Internet au sein des marchés ne cesse de croître en particulier grâce à l’attractivité et le dynamisme de ceux-ci. Internet permet de lier toutes ces zones géographiques ensemble et facilite largement la pénétration de ces marchés émergents.